# كانديدو خوسيه دي أروجو فيانا
كانديدو خوسيه دي أروجو فيانا (بالبرتغالية: Cândido José de Araújo Viana‏) (ماركيز دي سابوكاي) هو قاضي وَسياسي وَكاتب برازيلي، وُلد في 15 سبتمبر 1793 في نوفا ليما البرازيلية، وَتوفيَ في 23 يناير 1875 في ريو دي جانيرو.

## روابط خارجية
- (بالبرتغالية) Cândido José de Araújo Viana's biography 1
- (بالبرتغالية) Cândido José de Araújo Viana's biography 2
- (بالبرتغالية) Cândido José de Araújo Viana's biography 3